# Litiasi renal

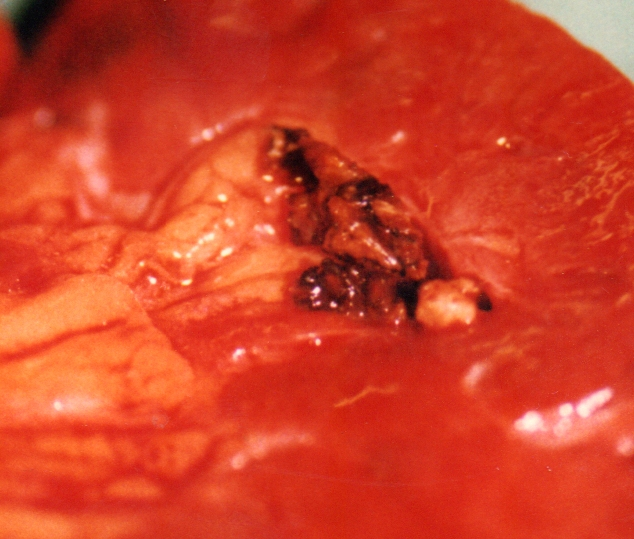
Litiasi al calze menor d'un ronyó

La litiasi renal és un trastorn que afecta el sistema urinari on es formen càlculs de característiques molt diverses en el ronyó o en les vies urinàries. És deguda a la cristal·lització i precipitació de compostos de l'orina. El seu origen pot ser de naturalesa congènita, hereditària, adquirida o multifactorial. La dieta sovint té un paper important en la seva gènesi.
La litiasi renal pot rebre molts noms depenent del lloc on es produeix la deposició dels càlculs: litiasi calicilar (calze), pièlica (pelvis renal), ureteral (urèter), ureteral proximal, vesical (bufeta urinària) i uretral (uretra).

## Genètica
En la majoria de les anomalies metabòliques causants de càlculs renals existeix una predisposició genètica. A banda d'això, ara per ara s'han descrit mutacions en més de 30 gens, entre ells el SLC26A1, associades amb el desenvolupament de nefrolitiasi i que expliquen a prop d'un 15% de totes les litiasis renals. Els estudis genòmics es consideren crucials en la recerca de futurs tractaments individualitzats per les persones amb aquesta patologia litiàsica.

## Signes i símptomes
Els càlculs poden quedar-se travats en el ronyó, en un dels urèters, en la unió d'aquests amb la pelvis renal, en la bufeta urinària i en el conducte de la uretra; o bé desprendre's i anar baixant pel tracte urinari, produint la clàssica simptomatologia de dolor còlic (còlic nefrític), disúria (coïssor quan s'orina) i tenesme o signes com l'hematúria (presència de sang en l'orina) i la hiperoxalúria (presència de quantitats excessives d'oxalats en aquest líquid corporal). Algunes vegades, però, són asimptomàtics. La intensitat del dolor està generalment relacionada amb la grandària del càlcul i la morfologia de les seves arestes. Quan els càlculs tenen menys de 5 mm de diàmetre la seva expulsió no acostuma a ocasionar gairebé símptomes.

## Complicacions
Les complicacions més habituals de les litiasis renals són la infecció urinària bacteriana, l'aparició d'una hidronefrosi amb hidroureteronefrosi acompanyant o sense i, amb menor freqüència, el desenvolupament a llarg termini d'insuficiència renal crònica.

## Tipus de càlculs renals
Un càlcul renal, popularment dit pedra en el ronyó, és un fragment de material sòlid que es forma dintre del ronyó a partir de substàncies que hi ha a l'orina. Generalment, per motius diagnòstics, convé analitzar la seva composició. Hi ha sis tipus principals de càlculs en els ronyons:
- Que contenen calci: oxalat de calci (70-80% de tots els càlculs, tant en la seva forma monohidratada -whewellita- com en la dihidratada -weddellita-) i fosfat de calci (5% de tots els càlculs). El calci és un mineral que forma part de la nostra dieta normal. El calci que no és necessari per als ossos i els músculs passa als ronyons. En la majoria de les persones, els ronyons eliminen aquest calci que sobra juntament amb la resta de l'orina. Les persones que formen pedres de calci retenen aquest calci en els ronyons. El calci que no s'elimina s'uneix a altres desaprofitaments per a formar una pedra.[21] Aquesta mena de càlculs apareix en malalts que sofreixen -per exemple- hiperparatiroïdisme primari, síndrome de Donnai-Barrow amb fenotip renal,[22] malaltia de Dent[23] o neoplàsia endocrina múltiple tipus 1.[24]
- Àcid úric: són diversos els factors que intervenen en la formació de les pedres d'àcid úric. Els principals són: orina massa àcida, hiperuricosúria[25] i flux de sortida urinari reduït. Es troben sobretot en pacients amb gota, diabetis mellitus tipus 2,[26] la síndrome de Kelley-Seegmiller,[27] malalties gastrointestinals, trastorns mieloproliferatius, pèrdua ràpida de pes corporal o en tractament quimioteràpic.[28] Constitueixen un 5-10% de tots els càlculs.[29]

- Estruvita (fosfat amònic magnèsic hexahidrat):[30] aquests càlculs solen relacionar-se amb infeccions del tracte urinari,[31] produïdes per bacteris formadors d'ureasa.[32] Constitueixen entre el 5 i el 15% de tots els càlculs.[33] Molt sovint contenen microorganismes patògens en el seu interior i requereixen tractament quirúrgic. Es recomanable administrar antibioticoteràpia específica abans i després de la intervenció, per esterilitzar l'orina, prevenir recidives i evitar el desenvolupament d'una sèpsia d'origen urinari.[34]
- Cistina: són poc comuns. La cistina és una de les substàncies que formen els músculs, nervis i altres parts del cos. La cistina es pot acumular en l'orina fins a formar una pedra.[35] La cistinúria primària (una malaltia hereditària autosòmica recessiva),[36] la cistinosi i la síndrome de Fanconi causen pedres de cistina. Constitueixen l'1% de tots els càlculs.[37]

- Xantina: aquests càlculs es veuen sobretot en pacients amb determinades malalties genètiques, com ara la xantinúria[38] o la síndrome de Lesch-Nyhan.[39]

- De composició mixta: bona part dels càlculs renals estan formats per més d'un material (com a mínim un 40% d'ells), predominantment sals de calci i àcid úric.[40] Els factors dietètics influeixen en les variacions composicionals de la litiasi.[41]

La superfície de la pedra pot ser llisa o amb becs. En general són de color groc o marró i tenen esquerdes amb microbombolles al seu interior que es poden detectar usant l'ecografia Doppler. Els càlculs de 2,8-dihidroxiadenina es veuen molt infreqüentment en individus que pateixen un dèficit congènit de l'enzim adenina-fosforibosiltranferasa. Són excepcionals els càlculs d'hidròxid d'alumini, un compost present en antiàcids i productes cosmètics. Alguns antibiòtics, com les cefalosporines o les sulfamides, poden induir eventualment l'aparició de càlculs formats pels seus propis metabòlits. El topiramat, un fàrmac antiepilèptic usat per tractar la migranya, causa acidosi metabòlica i forma pedres renals quan s'administra a altes dosis o durant un període perllongat. La urolitiasi per cristalls d'urat amònic és una patologia inusual, però encara endèmica en alguns països en desenvolupament asiàtics amb una alta incidència de diarrea crònica i una dieta excessivament basada en el consum de cereals i pobre en calci i proteïnes d'origen animal.